# Iobatès
Pour les articles homonymes, voir Iobatès (homonymie).
 (novembre 2024).
Si vous disposez d'ouvrages ou d'articles de référence ou si vous connaissez des sites web de qualité traitant du thème abordé ici, merci de compléter l'article en donnant les références utiles à sa vérifiabilité et en les liant à la section « Notes et références ».

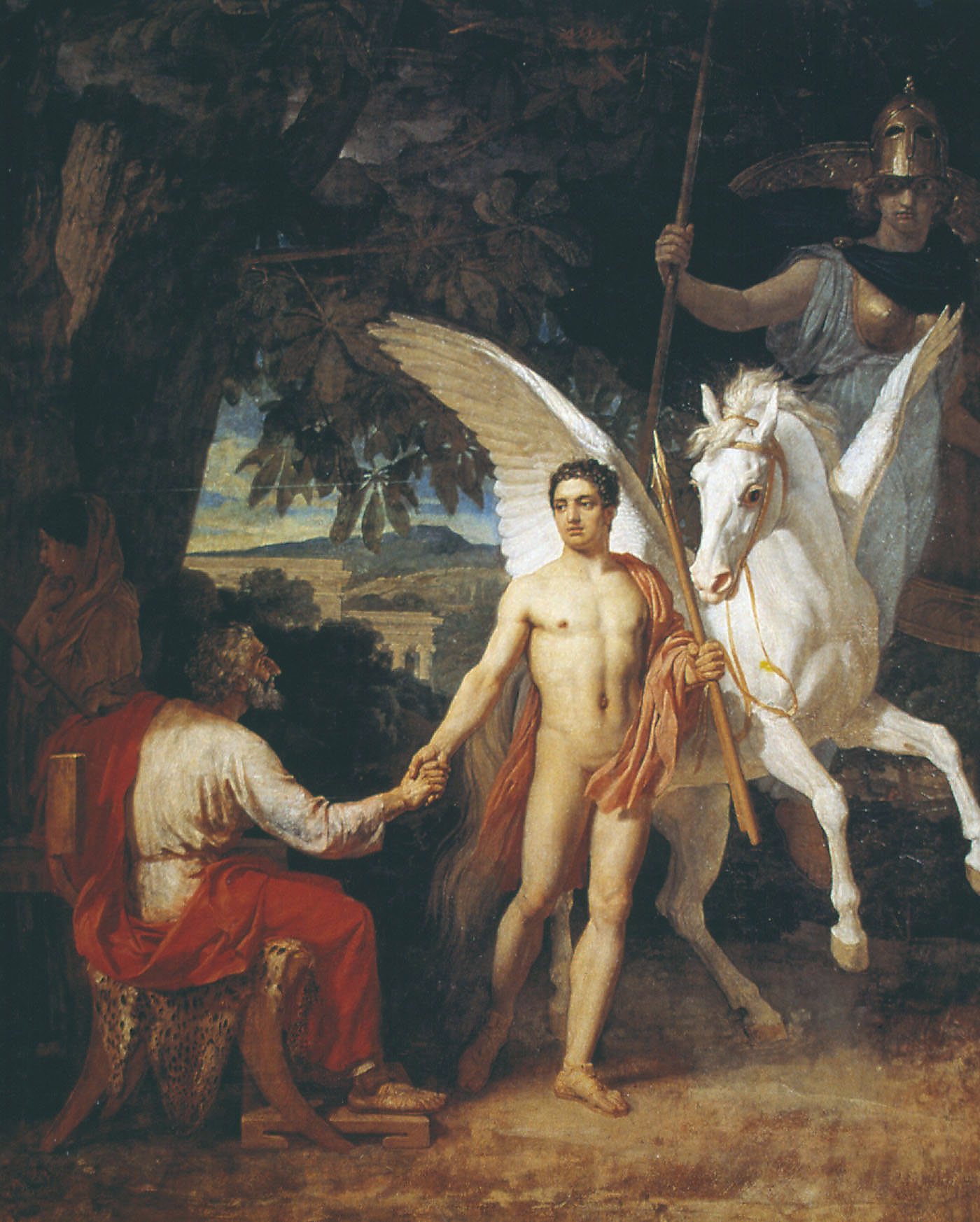
Iobates, Bellérophon, Pégase et Athéna, représentés dans une peinture de 1829 d'Alexandre Andreïevitch Ivanov.

Dans la mythologie grecque, Iobatès est un roi de Lycie. Il est le père de Philonoé et Sthénébée. 
Il reçut Bellérophon à sa cour, celui-ci portait un message écrit par Proétos, ordonnant de tuer son porteur. Iobatès envoya alors Bellérophon combattre la Chimère, le monstre qui ravageait son pays, en espérant se débarrasser de lui. Bellérophon enfourcha Pégase, le cheval ailé qu'il avait trouvé un jour, en train de boire à la fontaine Pirène, tout près de Corinthe. Le combat fut bref, car il plongea sur la Chimère  et la tua d'un coup.
Iobatès l'envoya alors combattre les Solymes, une peuplade voisine, féroce et belliqueuse. Bellérophon n'eut aucun mal à leur infliger une défaite. Le roi, devant cet exploit lui ordonna d'aller tuer les terribles Amazones, dont il fit un sacré carnage.
Ne sachant comment tuer cet homme, il enrôla plusieurs Lydiens parmi les plus courageux. Il leur ordonna alors de se mettre en embuscade afin de tuer Bellérophon. Ce dernier n'eut aucun mal, en tant que demi-dieu, à tous les tuer.
Alors Iobatès, dépité, comprit qu'il avait affaire au fils d'une divinité. Il montra alors le message qu'avait écrit Proétos. Iobatès finit par lui donner sa fille Philonoé en mariage, et il devint le grand-père de d'Isandros, d'Hippolocos et de Laodamie, qui sera la mère du héros Sarpédon par Zeus.